# Trevor Kidd
Trevor Kidd (ur. 26 marca 1972 w Dugald w prowincji Manitoba) – kanadyjski hokeista, reprezentant Kanady, olimpijczyk.

## Kariera
- Eastman Selects City Mdgt (1987-1988)
- Brandon Wheat Kings (1988-1991)
- Spokane Chiefs (1991)
- Calgary Flames (1991)
- Team Canada (1991-1992)
- Salt Lake Golden Eagles (1992-1993)
- Calgary Flames (1993-1997)
- Carolina Hurricanes (1997-1999)
- Louisville Panthers (1999)
- Florida Panthers (1999-2002)
- Toronto Maple Leafs (2002-2004)
  -  St. John’s Maple Leafs (2003)
- Örebro HK (2004-2005)
- Hannover Scorpions (2005-2006)

Początkowo grał przez trzy sezony w juniorskich rozgrywkach WHL w ramach CHL. W drafcie NHL z 1990 został wybrany przez Calgary Flames z numerem 11 (jako najwyżej rozstawiony bramkarz). W barwach tego klubu rozegrał pięć pierwszych sezonów w NHL (w międzyczasie rok grał w lidze IHL). Od 1997 do 2004 grał jeszcze w trzech innych klubach NHL. Łącznie rozegrał w NHL 397 meczów. W związku z lokautem ligowym w 2004 wyjechał do Europy, przez rok grał w szwedzkiej lidze Division 1, a następny i zarazem ostatni sezon rozegrał w niemieckim rozgrywkach DEL.
Uczestniczył w turniejach zimowych igrzysk olimpijskich 1992 oraz mistrzostw świata w 1992.
Po zakończeniu kariery został przedsiębiorcą, założył firmę sprzedającą kawę.

## Sukcesy
Reprezentacyjne
- Złoty medal mistrzostw świata juniorów do lat 20: 1991
- Srebrny medal zimowych igrzysk olimpijskich: 1992

Klubowe
- Ed Chynoweth Cup - mistrzostwo WHL: 1991 ze Spokane Chiefs
- Memorial Cup - mistrzostwo CHL: 1991 z Spokane Chiefs
- Mistrzostwo dywizji NHL: 1994, 1995 z Calgary Flames, 1998 z Carolina Hurricanes

Indywidualne
- WHL i CHL 1989/1990:
  - Del Wilson Trophy - najlepszy bramkarz WHL
  - Pierwszy skład gwiazd WHL
  - Najlepszy bramkarz sezonu CHL